# Philibert Gaudet
Pour les articles homonymes, voir Gaudet.
Philibert Gaudet, également Gilbert Gaudet, né le 5 octobre 1755, mort le 20 mars 1795 à Frankenthal (Palatinat du Rhin), est un général français de la Révolution et de l’Empire.

## États de service
Le 19 mars 1792, il est élu capitaine de la 1re compagnie du 5e bataillon bis de volontaires de Rhône-et-Loire, et le 16 septembre 1792, il est nommé lieutenant-colonel en chef de ce même bataillon.
Le 20 juin 1794, le 3e bataillon est amalgamé dans la 109e demi-brigade de première formation, et il est nommé chef de brigade le 23 juin 1794 au 42e demi-brigade de première formation, à l’armée du Rhin.
Il est tué le 20 mars 1795, à Frankenthal, lors d’une escarmouche. Il est promu général de brigade le 13 juin 1795 à titre posthume.

## Sources
- (en) « Generals Who Served in the French Army during the Period 1789 - 1814: Eberle to Exelmans »
- (pl) « Napoléon.org.pl »